# Gaius Pomponius Camerinus
Gaius Pomponius Camerinus war ein römischer Politiker und Senator des 2. Jahrhunderts n. Chr.
Camerinus stammte wahrscheinlich aus Italien, wo das Cognomen Camerinus am stärksten verbreitet war. Er war möglicherweise ein Nachkomme des Gaius Pomponius Pius oder des Gaius Pomponius Rufus, die beide im Jahr 98 als Suffektkonsuln amtiert hatten. Ein auf den 28. Februar 138 datiertes Militärdiplom belegt, dass er 138 zusammen mit Kanus Iunius Niger ordentlicher Konsul war.